# Arthoniomycetes
Arthoniales
Classe
Ordre
Arthoniomycetes est une classe de champignons filamenteux (c'est-à-dire formés d'hyphes). Il comprend le seul ordre des Arthoniales. Les études phylogénétiques confirment la monophylie de cette classe dont les Dothideomycetes constituent le groupe frère.
La plupart des taxons de cette classe sont des lichens tropicaux ou subtropicaux.
Ces taxons ont des organes de reproduction en forme de soucoupes (apothécies) dans lesquelles l'hyménium est exposé à maturité. Ces apothécies sont bituniquées, avec des parois intérieure et extérieure bien différenciées.

## Liste des familles
Selon Outline of Ascomycota — 2009 :
- Arthoniaceae
- Chrysothricaceae
- Melaspileaceae
- Roccellaceae